# Gewerbegebiet Hohe Brücke

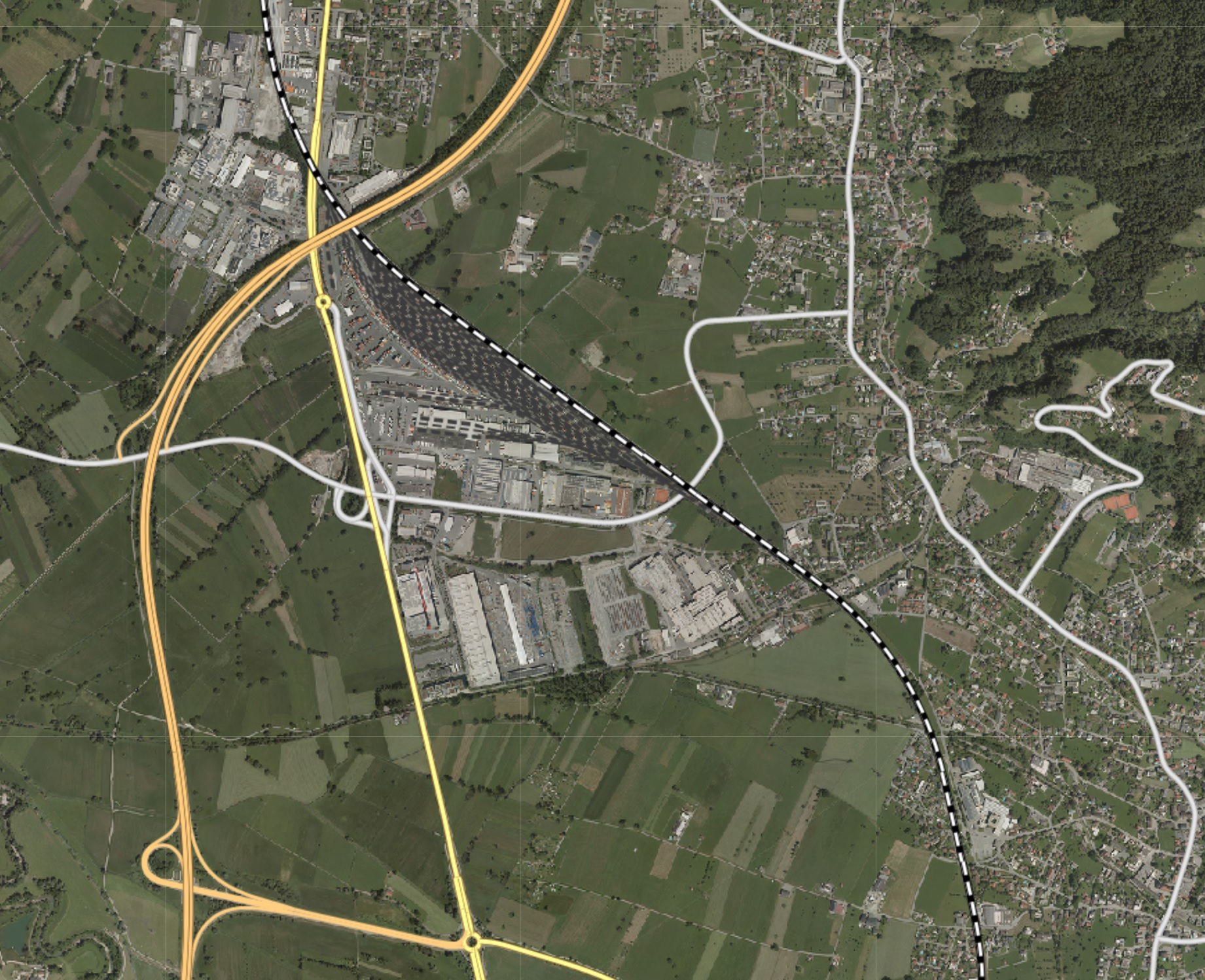
Gewerbegebiet Hohe Brücke

Das Gewerbegebiet Hohe Brücke. auch Betriebsgebiet Hohe Brücke oder Wolfurt-Bahnhof genannt, ist ein Gewerbegebiet und Industriegebiet in der Marktgemeinde Wolfurt im österreichischen Bundesland Vorarlberg.

## Lage und Umgrenzung
Das Gewerbegebiet liegt im rechtwinkligen Dreieck mit den Seiten Gleisanlagen der ÖBB – Kesselstraße – Vorarlberger Straße L190. Die Senderstraße L41 teilt das Gebiet in zwei Teile. Im nördlichen Teil sind vorwiegend Logistikunternehmen und Eisenbahninfrastruktur, überregional ist vor allem der Terminal Wolfurt ganz im Norden des Dreiecks von Bedeutung. Südlich der Senderstraße sind vorwiegend große Produktionsbetriebe. Im Süden und im Westen grenzt das Gebiet an die Landesgrünzone, an die Blauzone sowie an die Riedlandschaft.

## Geschichte
Das Gebiet Hohe Brücke war ursprünglich eine moorige Riedlandschaft. 1771 wurde die Reichsstraße von Lauterach nach Dornbirn kerzengerade durchs Ried errichtet. Die Straße war damals für Postkutschen ausgelegt. An der Hohen Brücke wurde das Gasthaus zur hohen Brücke errichtet. 1872, also 100 Jahre später, wurde die Eisenbahnlinie in Betrieb genommen. In Wolfurt gab es aber keinen Bahnhof. Der Bahnhof in Schwarzach trug den Namen Schwarzach-Wolfurt. Weitere gut 100 Jahre später wurde 1982 der Güterbahnhof Wolfurt  im Ried errichtet. Das Gebiet Hohe Brücke wurde als Industriezone gewidmet, es blieb aber noch lange landwirtschaftlich genutzt. Im Lauf der Jahre siedelten sich immer mehr Betriebe hier an. Zuerst wurde der nördliche Teil rund um den Güterbahnhof bebaut und Wolfurt bekam nun auch eine Haltestelle für den Personenverkehr. 2018 wurde der vergrößerte und modernisierte Terminal Wolfurt eröffnet.

## ÖBB-Areal

### ÖBB

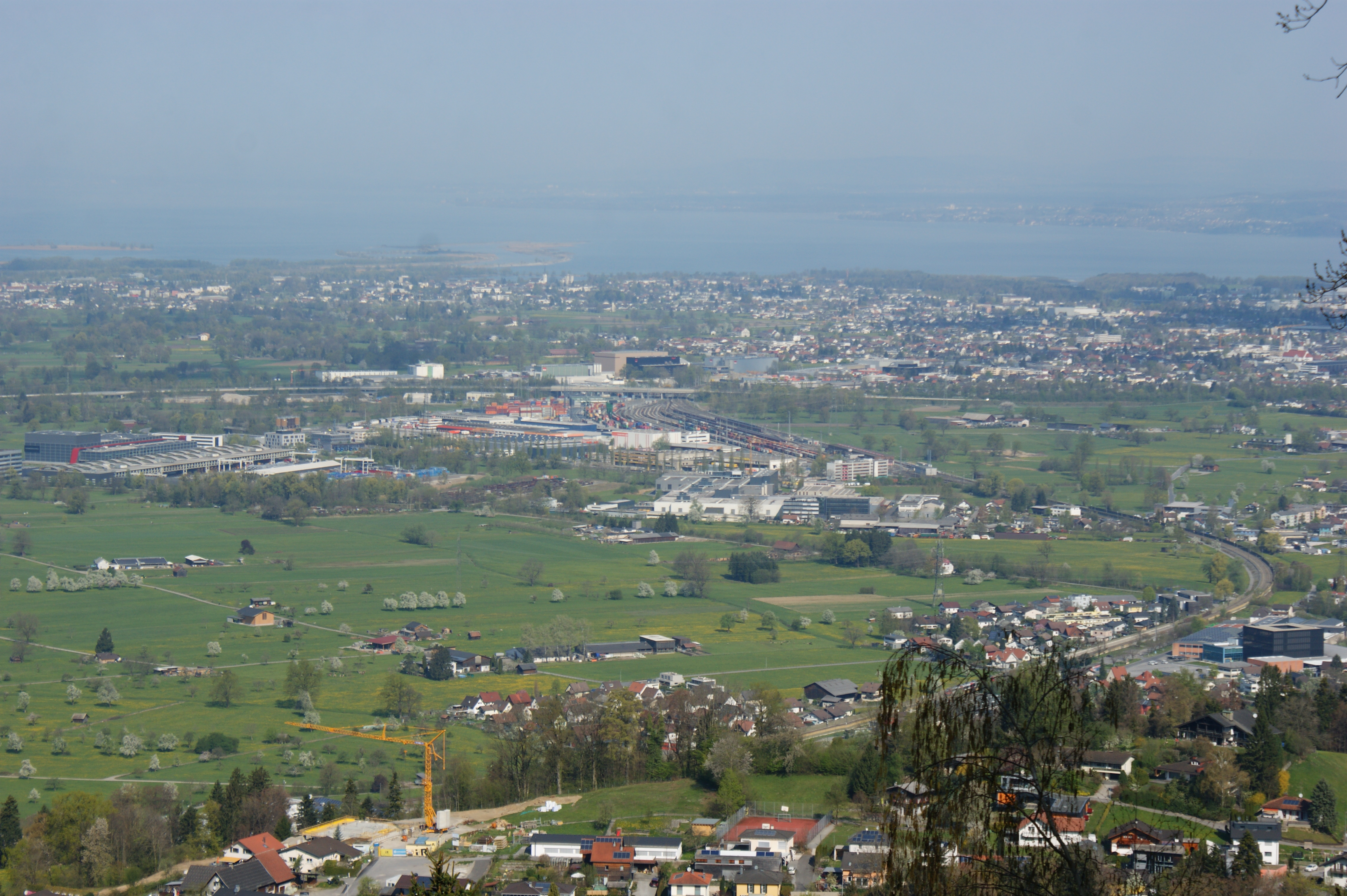
Gewerbegebiet Hohe Brücke im Vorarlberger Rheintal

Die ÖBB Infrastruktur betreibt auf dem nördlichen Teil des Gewerbegebiets folgende Anlagen und Dienstleistungen:
- Terminal Wolfurt, betrieben von Terminal Service Austria, BHF-Code 81 01978-6, Senderstraße 36[7][8]
  - Güterlogistik durch die Rail Cargo Group, Senderstraße 32
- Bahnhof Wolfurt, BHF-Code 02333-3 mit betrieblichen Dienstleistungen und einer Haltestelle für den Personenverkehr, Senderstraße 8[8]
  - Wagenmeisterei Wolfurt, betrieben von der ÖBB Produktion, Senderstraße 20–32[9]
  - Technikservice durch die ÖBB Technische Services GmbH[10]
  - Zugaufbereitung durch die ÖBB Operative Services GmbH & Co KG
  - Feuerwehr ÖBB Infrastruktur Stützpunkt Wolfurt, Senderstraße 8b
  - Übernachtungsgebäude für Zugpersonal, Senderstraße 6
  - Bahnbistro, Senderstraße 8
- ÖBB-Postbus Regionalmanagement Vorarlberg, Senderstraße 20
  - ÖBB Postbus GmbH Bustechnik-Service-Center[11]

### Zoll
Da die Schweiz und Liechtenstein nicht Mitglied der EU sind, müssen Waren in und von der Schweiz und Liechtenstein verzollt werden. Um die direkte Grenze zu entlasten, wurden in Wolfurt zwei eigene Zollstellen errichtet. Innerhalb des ÖBB-Areals ist die Zollstelle Wolfurt (Senderstraße 30), die Zollagentur Imlig und Gerlach Zolldienstleistungen.

### Logistikunternehmen im ÖBB-Areal
Direkt im ÖBB-Areal sind mehrere Logistikunternehmen:
- Gebrüder Weiss – Air & Sea Terminal, Senderstraße 34[13]
- Raben BEXity, Senderstraße 32[14]
- JCL Logistics Austria, Senderstraße 28[15]
- IKEA Abholstation Wolfurt, Senderstraße 26[16]
- Logwin Road + Rail Austria[17]

## Post-Areal
Die Post betreibt direkt an der Senderstraße folgende Einrichtungen:
- Paketzentrum Wolfurt (Logistikzentrum Vorarlberg) mit der Postleitzahl 6965, Senderstraße 10
- Postamt Wolfurt-Bahnhof mit der Postleitzahl 6960
- Bank 99 im Postamt integriert

Das 40.000 Quadratmeter große Paketzentrum Wolfurt ist ein nationales Umschlagzentrum der österreichischen Post mit einer Sortierkapazität von 8.000 Paketen pro Stunde.
Im Post-Areal ist die zweite Zollstelle, die Zollstelle Wolfurt/Post (Senderstraße 10).
Die Lebenshilfe Vorarlberg betreibt hier das Integrative Ausbildungszentrum Wolfurt. Der Schwerpunkt der Ausbildung liegt in den Berufsfeldern Malerei, Industrie und Gewerbe. Jugendliche mit Beeinträchtigungen können eine Anlehre oder Teilqualifikation absolvieren.
Auf dem Areal ist auch das Türkische Konsulat.

## Südlicher Teil
Der südliche Teil ist das Gebiet Hohe Brücke im engeren Sinn. Hier haben sich teils große Industrieunternehmen niedergelassen. Dazu gehören der Seilbahnhersteller  Doppelmayr, Haberkorn, Österreichs größter technischer Händler,  Meusburger, Marktführer im Bereich hochpräziser Normalien, die erst 2021 gegründete Fluidify FT, eine Spezialfirma für Schläuche, und viele mehr.
In den Raumentwicklungskonzepten wird angestrebt, dass auch kleinere Betriebe und Handwerksbetriebe ansiedeln.

## Raumentwicklungskonzepte
2012 wurde das Raumentwicklungskonzept Güterterminal Wolfurt erstellt. Es ging dabei um die übergemeindliche Planung des Gewerbegebiets Hohe Brücke, um den Ausbau des Güterbahnhofs und um das Industriegebiet Lauterach Süd, die drei Gebiete sind zusammenhängend.
2014 haben die Gemeinden Dornbirn, Fußach, Hard, Höchst, Lauterach, Lustenau, Schwarzach und Wolfurt ihre gemeinsamen Planungen zu den regionalen Betriebsgebieten abgeschlossen. Ziel des Projekts war es, Standorte für die zukünftigen Betriebsgebiete festzulegen und gleichzeitig auf den Erhalt der freien Landschaft zu achten. Es geht dabei um ein Gesamtkonzept für das nördliche Vorarlberger Rheintal.
2015 wurde das Räumliche Entwicklungskonzept Gewerbegebiet Hohe Brücke in Wolfurt beschlossen. Dabei ging es um den südlichen Teil des Gewerbegebiets in Wolfurt.
Bei den Konzepten geht es darum, gewerbliche Betriebsflächen bereitzustellen, Arbeitsplätze zu schaffen, wertvolle Naturlandschaften zu erhalten, Bahn, Busverbindungen, Straßen, Radwege und Fußwege sinnvoll zu konzipieren und auch den Freizeit- und Erholungswert für die Bevölkerung zu beachten.